# Volta a Cataluña 1934
La Volta a Cataluña 1934 fue la 16.ª edición de la Volta a Cataluña. Se disputó en 10 etapas del 16 al 24 de junio de 1934 con un total de 1.358 km. El vencedor final fue el italiano Bernardo Rogora, por delante del belga Alfons Deloor y del también italiano Nino Sella.

## Etapas
| Etapa | Fecha       | Ciudades de etapa                     | km    | Vencedor de la etapa | Líder de la general |
| ----- | ----------- | ------------------------------------- | ----- | -------------------- | ------------------- |
| 1.ª   | 16 de junio | Barcelona - Manresa                   | 89,0  | Isidro Figueras      | Isidro Figueras     |
| 2.ª   | 17 de junio | Manresa - Reus                        | 155,0 | Alfons Deloor        | Alfons Deloor       |
| 3.ª   | 18 de junio | Reus - Valls                          | 111,0 | Mariano Cañardo      | Mariano Cañardo     |
| 4.ª   | 19 de junio | Valls - Lérida                        | 142,0 | Roger Chene          | Mariano Cañardo     |
| 5.ª   | 20 de junio | Lérida - Andorra                      | 188,0 | Bernardo Rogora      | Bernardo Rogora     |
| 6.ª   | 21 de junio | Andorra - La Bisbal del Ampurdán      | 249,0 | Nino Sella           | Bernardo Rogora     |
| 7.ª   | 22 de junio | La Bisbal del Ampurdán - Gerona (CRI) | 55,0  | Nino Sella           | Bernardo Rogora     |
| 8.ª   | 22 de junio | Gerona - Figueras                     | 118,0 | Bernardo Rogora      | Bernardo Rogora     |
| 9.ª   | 23 de junio | Figueras - Tarrasa                    | 168,0 | José Nicolau         | Bernardo Rogora     |
| 10.ª  | 24 de junio | Tarrasa - Barcelona                   | 83,0  | Antonio Escuriet     | Bernardo Rogora     |

### 1.ª etapa[1]
16-06-1934: Barcelona - Manresa. 89,0 km
|   | Ciclista               | Tiempo     |
| - | ---------------------- | ---------- |
| 1 | Isidro Figueras        | 2h 33' 19" |
| 2 | Vicente Cebrián Ferrer | m. t.      |
| 3 | Roger Chene            | m. t.      |

|   | Ciclista               | Tiempo     |
| - | ---------------------- | ---------- |
| 1 | Isidro Figueras        | 2h 33' 19" |
| 2 | Vicente Cebrián Ferrer | m. t.      |
| 3 | Roger Chene            | m. t.      |

### 2.ª etapa[2]
17-06-1934: Manresa - Reus. 155,0 km
|   | Ciclista          | Tiempo     |
| - | ----------------- | ---------- |
| 1 | Alfons Deloor     | 4h 41' 24" |
| 2 | Emiliano Álvarez  | + 01"      |
| 3 | Federico Ezquerra | m. t.      |

|   | Ciclista          | Tiempo     |
| - | ----------------- | ---------- |
| 1 | Alfons Deloor     | 7h 14' 43" |
| 2 | Federico Ezquerra | + 05"      |
| 3 | Manuel Capella    | + 41"      |

### 3.ª etapa
18-06-1934: Reus - Valls. 111,0 km
|   | Corredor        | Tiempo     |
| - | --------------- | ---------- |
| 1 | Mariano Cañardo | 4h 51' 10" |
| 2 | Bernardo Rogora | m. t.      |
| 3 | Vicente Trueba  | m. t.      |

|   | Ciclista        | Tiempo      |
| - | --------------- | ----------- |
| 1 | Mariano Cañardo | 12h 10' 09" |
| 2 | Bernardo Rogora | m. t.       |
| 3 | Vicente Trueba  | m. t.       |

### 4.ª etapa[3]
19-06-1934: Valls - Lérida. 142,0 km
|   | Ciclista        | Tiempo     |
| - | --------------- | ---------- |
| 1 | Roger Chene     | 5h 35' 00" |
| 2 | Michel Catteeuw | m. t.      |
| 3 | Nino Sella      | m. t.      |

|   | Ciclista        | Tiempo      |
| - | --------------- | ----------- |
| 1 | Mariano Cañardo | 17h 46' 59" |
| 2 | Nino Sella      | + 01' 17"   |
| 3 | Bernardo Rogora | + 01' 40"   |

### 5.ª etapa[4]
20-06-1934: Lérida - Andorra. 188,0 km
|   | Ciclista        | Tiempo     |
| - | --------------- | ---------- |
| 1 | Bernardo Rogora | 5h 20' 06" |
| 2 | Nino Sella      | + 02' 41"  |
| 3 | Alfons Deloor   | + 03' 40"  |

|   | Ciclista        | Tiempo      |
| - | --------------- | ----------- |
| 1 | Bernardo Rogora | 23h 08' 45" |
| 2 | Nino Sella      | + 02' 18"   |
| 3 | Alfons Deloor   | + 04' 04"   |

### 6.ª etapa[5]
21-06-1934: Andorra - La Bisbal del Ampurdán. 249,0 km
|   | Corredor       | Tiempo     |
| - | -------------- | ---------- |
| 1 | Nino Sella     | 8h 36' 20" |
| 2 | Manuel Capella | m. t.      |
| 3 | Alfons Deloor  | m. t.      |

|   | Ciclista        | Tiempo      |
| - | --------------- | ----------- |
| 1 | Bernardo Rogora | 31h 45' 05" |
| 2 | Nino Sella      | + 02' 18"   |
| 3 | Alfons Deloor   | + 04' 04"   |

### 7.ª etapa[6]
22-06-1934: La Bisbal del Ampurdán - Gerona. 55,0 km (CRI)
|   | Corredor        | Tiempo     |
| - | --------------- | ---------- |
| 1 | Nino Sella      | 1h 36' 24" |
| 2 | Alfons Deloor   | + 22"      |
| 3 | Bernardo Rogora | + 46"      |

|   | Ciclista        | Tiempo      |
| - | --------------- | ----------- |
| 1 | Bernardo Rogora | 33h 22' 15" |
| 2 | Nino Sella      | + 01' 32"   |
| 3 | Alfons Deloor   | + 03' 40"   |

### 8.ª etapa
22-06-1934: Gerona - Figueras. 118,0 km
|   | Corredor          | Tiempo     |
| - | ----------------- | ---------- |
| 1 | Bernardo Rogora   | 3h 17' 24" |
| 2 | Antonio Destrieux | + 46"      |
| 3 | Vicente Bachero   | + 02' 26"  |

|   | Ciclista        | Tiempo      |
| - | --------------- | ----------- |
| 1 | Bernardo Rogora | 36h 39' 39" |
| 2 | Alfons Deloor   | + 06' 06"   |
| 3 | Nino Sella      | + 06' 28"   |

### 9.ª etapa[7]
23-06-1934: Figueras - Tarrasa. 168,0 km
|   | Corredor        | Tiempo     |
| - | --------------- | ---------- |
| 1 | José Nicolau    | 6h 28' 00" |
| 2 | Carlo Romanatti | m. t.      |
| 3 | Nino Sella      | + 05' 21"  |

|   | Ciclista        | Tiempo      |
| - | --------------- | ----------- |
| 1 | Bernardo Rogora | 43h 13' 00" |
| 2 | Alfons Deloor   | + 06' 06"   |
| 3 | Nino Sella      | + 06' 28"   |

### 10.ª etapa[8]
24-06-1934: Tarrasa - Barcelona. 84,0 km
|   | Corredor         | Tiempo     |
| - | ---------------- | ---------- |
| 1 | Antonio Escuriet | 2h 20' 40" |
| 2 | Roger Chene      | + 02' 27"  |
| 3 | Mariano Cañardo  | m. t.      |

|   | Ciclista        | Tiempo      |
| - | --------------- | ----------- |
| 1 | Bernardo Rogora | 45h 36' 07" |
| 2 | Alfons Deloor   | + 06' 06"   |
| 3 | Nino Sella      | + 06' 28"   |

## Clasificación General
|    | Ciclista         | Equipo                      | Tiempo      |
| -- | ---------------- | --------------------------- | ----------- |
|    | Bernardo Rogora  | Gloria                      | 45h 36' 07" |
| 2  | Alfons Deloor    | Colin                       | + 6' 06"    |
| 3  | Nino Sella       | Maino                       | + 6' 58"    |
| 4  | Mariano Cañardo  | Orbea                       | + 9' 42"    |
| 5  | Antoine Dignef   | Genial Lucifer - Hutchinson | + 15' 26"   |
| 6  | Juan Gimeno      |                             | + 19' 59"   |
| 7  | Carlo Romanatti  | Ganna                       | + 22' 15"   |
| 8  | Antonio Escuriet | Orbea                       | + 23' 45"   |
| 9  | Michel Catteeuw  |                             | + 30' 08"   |
| 10 | Gustaaf Deloor   | De Dion                     | + 31' 03"   |

## Clasificación de la montaña
| Pos. | Ciclista         | Puntos |
| ---- | ---------------- | ------ |
| 1    | Bernardo Rogora  | 31     |
| 2    | Emiliano Álvarez | 23     |
| 3    | Nino Sella       | 18     |